# Слай Купер (мультфильм)
Слай Купер (англ. Sly Cooper) — отменённый анимационный фильм американо-канадского производства, основанный на первой части серии платформеров Sly Cooper от Sony Computer Entertainment. Основным производителем и дистрибьютором проекта были заявлены Cinema Management Group, а создатели оригинальной игры были приглашены в качестве консультантов и принимали участие в производстве, при написании сценария, а также анимации и развитии персонажей.
Режиссёрское кресло занял Кевин Манро, а Бред Фоксховен и Дэвид Уол были назначены продюсерами. Троих главных персонажей должны были озвучить те же актёры, которые участвовали в создании игр, однако Кевина Миллера (актёра, озвучившего Слая Купера в серии игр) пришлось заменить на Йена Джеймса Корлетта, так как Миллер отклонил предложение. Изначально премьера мультфильма ожидалась в 2016 году, но была отложена на более поздний срок, а позднее работа над фильмом была прекращена.

## Сюжет
В центре повествования находятся трое сирот — енот Слай Купер, черепаха Бентли и бегемот Мюррей, которые решили создать свою собственную банду воров. Это решение принял Слай после того, как неожиданно узнал, что все его предки были профессиональными ворами и искателями приключений. Теперь их задача — собрать части книги Енотус Воришкус, в которой содержится семейное наследие воровской династии Куперов, прежде, чем это сделает злодей Клокверк. Героям предстоит пройти Париж, горы Китая, песчаные дюны, чтобы доказать что и нынешнее поколение Куперов на многое способно.

## В ролях
Все актёры, озвучившие своих персонажей в оригинальной видеоигре, за исключением Кевина Миллера, должны были вернуться к озвучиванию и в мультфильме.
- Йен Джеймс Корлетт в роли Слая Купера
- Мэтт Олсен в роли черепахи Бэнтли.
- Крис Мёрфи в роли бегемота Мюррея.

Список актёров не является официальным, поэтому ни один из актёров не может с уверенностью сказать, что примет участие в озвучивании. Было также подтверждено, что, кроме вышеуказанных персонажей, в мультфильме появятся металлическая сова из России Клокверк и лиса-инспектор Интерпола Кармелита Фокс.

## Производство
О намерении экранизировать платформеры серии Sly Cooper было объявлено 28 января 2014 года, когда на YouTube были опубликованы два тизера к будущему мультфильму. Асад Кизилбаш, старший управляющий First Party Games Marketing в SCEA сделал следующее заявление: «Мы все были очень взволнованы тем, что впервые увидим на большом экране историю о Слае Купере, герое одной из наших самых легендарных и самых популярных игр для PlayStation. Мы активно сотрудничаем с Rainmaker Entertainment и Blockade Entertainment и мы ждём шанса возродить одного из наших самых любимых персонажей как в глазах поклонников игр, так и в глазах стороннего зрителя».
В своей статье для Front Towards Gamer Роберт Бич писал, что «согласно Facebook Rainmaker Entertainment и Blockade Entertainment планируют в 2016 году выпустить адаптацию игры про троицу воров. „Слай Купер“ (рабочее название: The Sly Cooper Movie или на рус. Слай Купер в кино) позиционируется как история происхождения банды, история их встречи и объединения с общей целью украсть книгу династии Куперов. Преданные поклонники игры сразу же узнают в этом сюжет Sly Raccoon, первой игры серии, вышедшей в далёком 2002 году».
Точная дата премьеры никогда не называлась, ориетировочной датой являлся 2016 год. В статье, опубликованной в CinemaBlend, написано следующее: «всё это выглядит так, словно самый пушистый преступник мира похитил толику внимания всей киноиндустрии за последние года два, как раз после того, как Sony объявило о выходе основанной на её серии игр полнометражки, премьера которой состоится приблизительно в 2016 году». После выхода «Рэтчет и Кланк: Галактические рейнджеры», студия решила сдвинуть проект на более позднюю дату, но в 2017 году студия Rainmaker заявила о прекращении работы над мультфильмом.
В июне 2017 года стало известно, что Sony вместе с Technicolor Animation Productions занимается разработкой мультсериала на основе серии игр Sly Cooper, в котором будут использованы наработки от отменённого фильма. Премьера мультериала ожидается в октябре 2019 года, планируются 52 эпизода по 11 минут. Целевой аудиторией мультсериала статут дети от 6 до 10 лет.

## Развитие идеи
Дэвид Воль, один из продюсеров предстоящего мультфильма, с уверенностью заявил, что сцены знакомства Слая со своими друзьями показаны не будут: «В мультфильме Слай и его друзья уже являются одной командой, хотя до уровня профессиональных преступников им ещё далеко». Выбор между рисовкой, знакомой всем, кто играл в Sly Raccoon, и компьютерной анимацией был не из лёгких. Бен Фоксховен, ещё один продюсер фильма и генеральный директор компании Blockade Entertainment, так прокомментировал ситуацию: «Мировой рынок киноиндустрии в любой момент может перейти на одну лишь компьютерную анимацию. Посему нам, кому полюбилась оригинальная рисовка из игры, несмотря на это, пришлось единогласно признать, что на большом экране уместнее будет именно анимация, созданная на компьютере».
Мэтью Рейнольдс в своей статье в Digital Spy написал следующее: «С одобрения Sucker Punch кинокомпании Rainmaker и Blockade готовят к выпуску адаптацию серии платформеров о Слае Купере, премьера которой состоится предположительно в 2016 году».
Мультфильм должен был стать очередной работой в копилке Питера МакКоннелла, который написал музыку ко всем играм про ловкого енота и его банду воров, кроме первой. Также данная работа должна была стать дебютом композитора на большом экране.